# The Other Side of Benny Golson
The Other Side of Benny Golson — студійний альбом американського джазового саксофоніста Бенні Голсона, випущений у 1958 році лейблом Riverside Records.

## Опис
Третій запис для тенор-саксофоніста Бенні Голсона як лідера став визначальним з двох причин. Це була перша можливість для нього працювати з тромбоністом Кертісом Фуллером (обоє стали учасниками гурту The Jazztet у 1960 році) і це був один з найперших шансів проявити себе як соліст; на той момент Голсон був відомий передусім як композитор. Три з шести оригінальних композицій цієї сесії на Riverside були написані Голсоном, однак з акцентом на соло лідера, Фуллера і піаніста Баррі Гарріса; до ритм-секції увійшли басист Джимі Меррітт і ударник Філлі Джо Джонс.

## Список композицій
1. «Strut Time» (Бенні Голсон) — 6:03
2. «Jubilation» (Джуніор Манс) — 6:18
3. «Symptoms» (Кертіс Фуллер) — 5:58
4. «Are You Real?» (Бенні Голсон) — 5:37
5. «Cry a Blue Tear» (Джин ДеПол, Джонні Мерсер) — 5:20
6. «This Night» (Річард Еванс) — 7:50

## Учасники запису
- Бенні Голсон — тенор-саксофон
- Кертіс Фуллер — тромбон
- Баррі Гарріс — фортепіано
- Джимі Меррітт — контрабас
- Філлі Джо Джонс — ударні

Технічний персонал
- Оррін Кіпньюз — продюсер, текст обкладинки
- Том Нола — інженер